# Bosquerola emmascarada de les Bahames
La bosquerola emmascarada de les Bahames (Geothlypis rostrata) és un ocell de la família dels parúlids (Parulidae).

## Hàbitat i distribució
Habita garrigues i a les Bahames.